# Sottotono
I Sottotono sono un gruppo musicale hip hop italiano, inizialmente attivo tra il 1994 e il 2001 e nuovamente a partire dal 2021.
La band inizialmente era formata da quattro membri: i rapper Nega e Tormento, il DJ e produttore Fish ed il turntablist DJ Irmu. Dopo il primo album Nega e DJ Irmu lasciano il gruppo, che si riduce a due membri. Parallelamente al gruppo i due formano l'etichetta discografica e collettivo Area Cronica Entertainment, una delle realtà più importanti dell'hip hop italiano degli anni novanta.
Già dal primo lavoro con un'etichetta indipendente (Soprattutto sotto per la Vox Pop) si intuisce la forte ispirazione dai grandi MC della West Coast (Tupac Shakur, Snoop Dogg, Ice Cube, N.W.A) e la grande anima crooner del passato come Marvin Gaye, Al Green e Curtis Mayfield, questo stile rimarrà invariato anche nei successivi album per la Warner Music Italy.
Durante i sette anni di attività il gruppo ottiene un buon successo, riscontrato dalla partecipazione al Festivalbar 1997, all'MTV Day 1999 e al Festival di Sanremo 2001. Proprio nel 2001, dopo l'album ...In teoria i due artisti sciolgono la band ed intraprendono strade soliste.
Nel 2003 viene pubblicata la raccolta Vendesi - Best of Sottotono, a cui ha fatto seguito quattro anni più tardi la seconda raccolta Le più belle canzoni dei Sottotono.

## Storia

### Le origini e il successo nazionale
(MTV)
I Sottotono nascono nel 1994 come un quartetto formato dai rapper Tormento e Nega, dal DJ e produttore Fish e da DJ Irmu, appena uscito dalla formazione degli Otierre. L'esordio avviene sulla compilation hip hop Nati per rappare nel 1994, e nello stesso anno pubblicano un album sotto etichetta: l'album è Soprattutto sotto prodotto dalla Vox Pop e distribuito dalla Flying Records. In questo lavoro è presente il loro primo successo La mia coccinella, che grazie al gradimento degli ascoltatori delle emittenti radiofoniche italiane diventa uno dei tormentoni di quell'anno. Il secondo singolo estratto è La biccia giusta. Nel 1995 Nega e DJ Irmu decidono di lasciare il gruppo.

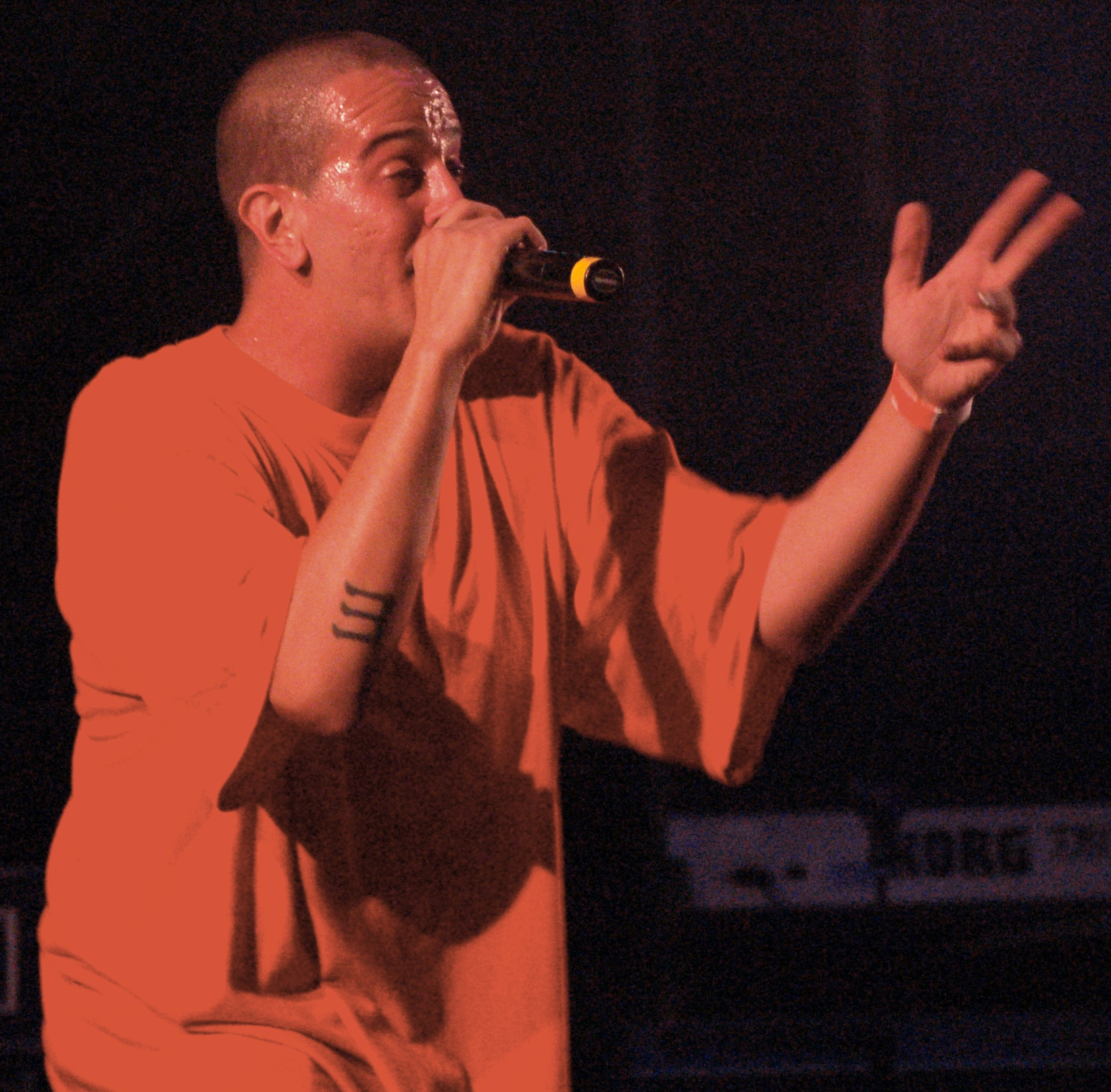
Tormento nel 2008

Nel 1996 esce l'album Sotto effetto stono, dove per la prima volta i due artisti scelgono pseudonimi diversi da quelli che li contraddistinguono per il resto della carriera, Tormento rappa nei panni di Antonio Mantelli, mentre Fish produce le basi con il nome di Rosario Madonìa; l'album ottiene un grande successo, tanto da vincere un doppio disco di platino. Dato il successo dell'album il duo colleziona numerose apparizioni sui canali televisivi nazionali, suonando anche a Domenica in e sul palco del Concerto del Primo Maggio. Il primo singolo estratto è Tranquillo, una canzone d'amore con ritmi molto funk, seguito da Solo lei ha quel che voglio e Dimmi di sbagliato che c'è, tutti i singoli superano le 200 000 copie vendute. Con il secondo i due partecipano all'edizione del 1996 del Premio italiano della musica, che vedrà tra i premiati un altro rapper, Frankie hi-nrg mc. Dopo l'album Tormento e Fish incidono un singolo con Kay Bianco e Speaker Cenzou, Ieri, oggi e domani, i cui proventi vengono devoluti alla Lega italiana per la lotta contro l'AIDS. Il duo partecipa poi a numerosi spettacoli dal vivo tra cui il Festivalbar, dove, con Dimmi di sbagliato che c'è, vince il premio "rivelazione dell'anno" nel 1997; partecipano anche alle edizioni 1997 e 1999 degli MTV Days a Bologna.
Nel 1999 esce il terzo album Sotto lo stesso effetto, dove già dal titolo è chiara l'idea del duo di proseguire sulla scia del lavoro precedente. I singoli estratti sono Amor de mi vida, che anticipa l'album, e Mai più, con la collaborazione di Shola Ama.
Nel 2000 partecipano alla colonna sonora del film Zora la vampira, diretto dai Manetti Bros., con il brano Ora la colpa a chi la dai; Tormento recita anche nei panni del rapper commerciale "Cianuro", amico dei protagonisti, i rapper "Lama", interpretato da G Max dei Flaminio Maphia, e "Zombi", interpretato da Chef Ragoo.

### L'affermazione e i problemi con Sanremo
Nel 2001 i Sottotono partecipano al Festival di Sanremo tra i Campioni presentando il brano Mezze verità, con cui attaccano i falsi amici e i traditori, classificandosi al 14º posto. Durante lo svolgimento della manifestazione il duo è stato accusato di plagio dal programma televisivo Striscia la notizia a causa di una presunta somiglianza del brano con Bye Bye Bye degli NSYNC: nel tentativo da parte dell'inviato Valerio Staffelli di consegnare un Tapiro d'Oro al duo si verifica una colluttazione tra le due parti, senza che la consegna possa essere effettuata; la presentatrice del Festival, Raffaella Carrà, commenta l'episodio schierandosi dalla parte degli artisti: "Capisco chi è sottoposto alla pressione del festival. Anch'io l'ho subita e non sono stata violenta perché non ne ho avuto occasione". Sempre durante la kermesse la direzione ha imposto ai Sottotono la modifica del testo del brano a causa della presenza di alcune parole considerate troppo volgari: il gruppo si è pertanto esibito rimuovendo totalmente le parole incriminate, lasciando il testo tronco, dando così un'idea di censura da parte dei dirigenti dello spettacolo.
Il brano sanremese ha inoltre anticipato il quarto album in studio ...In teoria, pubblicato sempre nel 2001 e che ha segnato un'evoluzione del gruppo verso il soul e l'R&B, pur mantenendo le sonorità hip hop degli esordi; da notare le collaborazioni con il rapper Nesly Rice e con il cantante soul Al Castellana. Nello stesso anno il gruppo ha partecipato all'album La mia anima di Mietta, scrivendo la canzone Un uomo per cui ucciderei. Il 2001 ha segnato anche lo scioglimento del gruppo, motivato dall'intenzione di Tormento e Fish di intraprendere carriere soliste.
Nel 2003 esce la prima raccolta di brani del duo, intitolata Vendesi - Best of Sottotono e contenente 18 tracce, di cui due inedite; da essa è stato estratto il singolo (Sei tu) che mi dai.

### Dopo la separazione

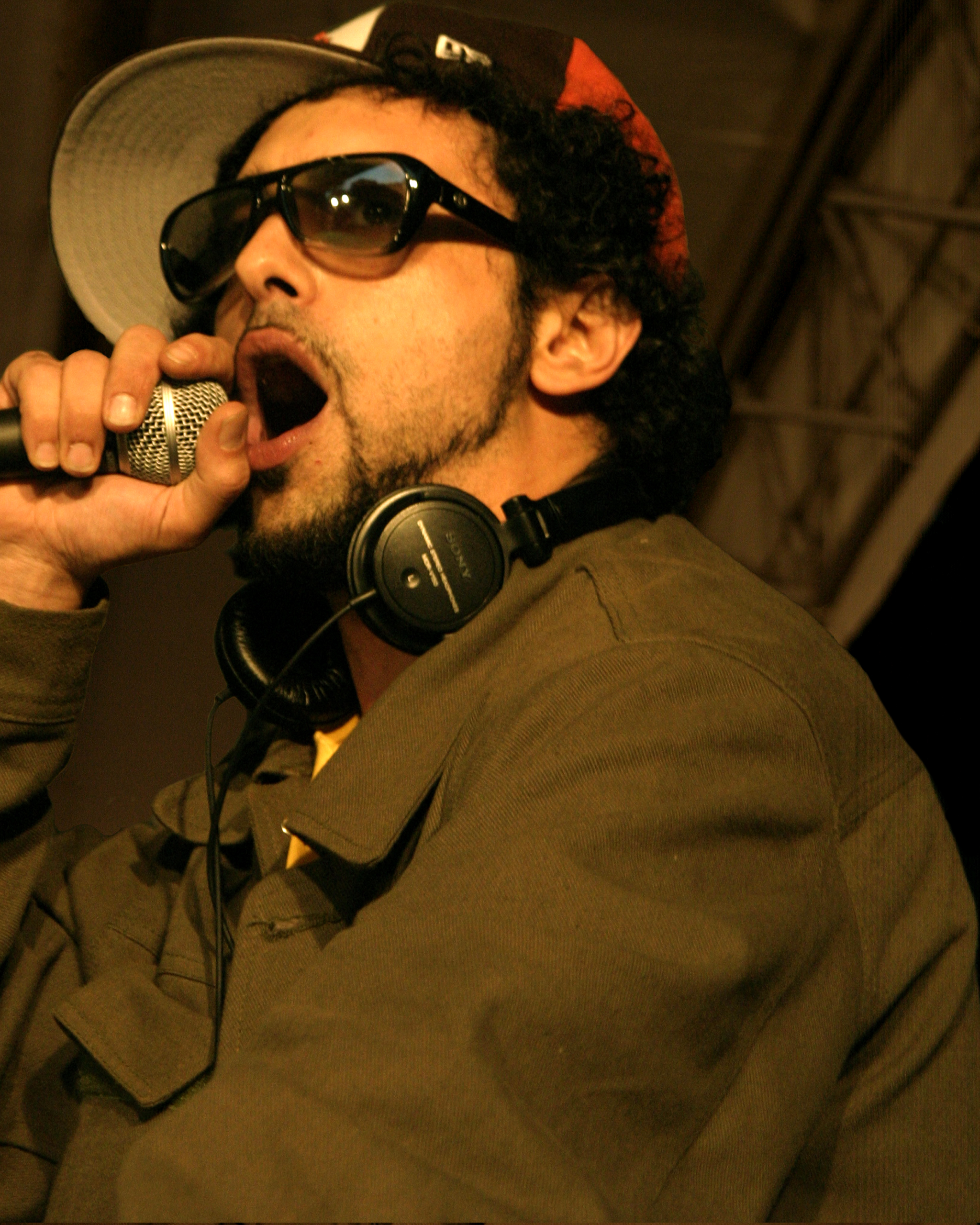
Esa nel 2007.

Nel 2007 esce la seconda compilation, sempre per la Warner, Le più belle canzoni dei Sottotono, contenente 11 brani del passato.
Nel frattempo i due artisti si dedicano alle carriere soliste: Tormento è da questo punto il più prolifico, visto che pubblica il primo EP solista, Una nuova visione del mondo, già nel 2002 e il primo album, Il mondo dell'illusione, nel 2004. Da notare che i primi lavori di Tormento sono firmati con il soprannome esotico di Yoshi Torenaga, mentre i lavori successivi, a partire dal doppio CD Il mio diario, saranno nuovamente realizzati con lo pseudonimo di Tormento. Fish invece comincia dal 2004 a produrre una serie di singoli che vedono la collaborazione del rapper Esa, fratello di Tormento: la prima è Resta ancora, che vede anche la partecipazione del cantante reggae Retnek, seguita da Cos'è che vuoi da me, che vede oltre al DJ e al rapper la collaborazione della cantante italo-francese Kelly Joyce. Poco dopo l'uscita del terzo singolo con il rapper di Varese esce l'album Robe grosse, prodotto da Doner Music e distribuito da Warner Music Italy e composto da 15 tracce con le apparizioni dei rapper Mondo Marcio, Vacca e Medda dei Microspasmi. Dopo l'album inizia una collaborazione con Fabri Fibra, partecipa infatti agli album del suo successo commerciale producendo numerose basi sia per l'album Tradimento del 2006 che per il successivo Bugiardo, pubblicato nel 2007.

### Il ritorno
Il 23 aprile 2021 i Sottotono sono tornati sulle scene musicali attraverso la pubblicazione del singolo Mastroianni, volto ad anticipare il quinto album in studio Originali.
Per il 1º aprile 2022 viene annunciato il singolo inedito Poco male.

## Stile ed influenze

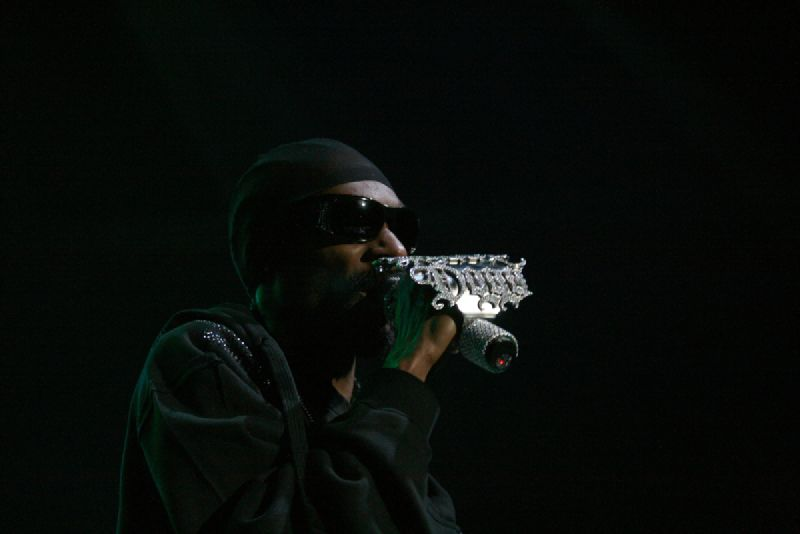
Snoop Dogg nel 2008.

La musica dei Sottotono trae fondamentalmente ispirazione da due filoni prettamente statunitensi: da una parte il lato più hardcore, ispirato dalla West Coast, ossia da artisti come Warren G, Snoop Dogg, Dr. Dre, Tupac Shakur, Ice Cube, N.W.A, Bone Thugs-n-Harmony; la parte più leggera è ispirata dalla musica soul, in cui Tormento prende ispirazioni da grandi del genere come Marvin Gaye, Al Green e Curtis Mayfield mettendo in mostra le sue qualità vocali, e da un hip hop di stampo più conscious, impersonato da artisti come Raphael Saadiq e Common. Questo suono più leggero inizia a sentirsi principalmente dal terzo lavoro del duo, Sotto lo stesso effetto, album in cui si nota un'inclinazione verso il drum and bass, molto in voga all'epoca dell'uscita del disco.

## Area Cronica Entertainment
L'Area Cronica Entertainment è una crew fondata dai Sottotono nel 1996, all'epoca dell'uscita dell'album Contro gli estimatori del rapper milanese Bassi Maestro; il gruppo, nato con l'idea di essere una grande famiglia, riunisce, oltre ai tre, Sab Sista, Left Side, i Lyricalz, Maku Go & Sardo Triba e Jasmine. Tra il 1999 e il 2000 la crew pubblica cinque compilation: Areacronica.com, Nel vortice vol. 1, Nel vortice vol. 2, Nel vortice vol. 3 e Nel vortice vol. 4; a questi lavori partecipano sia gli artisti membri che artisti esterni, come Marya, Don Joe dei Club Dogo, Kaso & Maxi B, Cricca Dei Balordi, Fritz da Cat o i Microspasmi. Una particolarità del gruppo è quello dell'alta fedeltà dei membri, che spesso nelle canzoni dichiarano apertamente, e addirittura dedicano canzoni (Cronici dei Sottotono e Maku Go o Principi fondamentali della filosofia cronica di Fritz da Cat e Tormento) o interi album (Cronica di Sab Sista) alla crew. Dopo il 2000 il gruppo va disgregandosi, e quasi tutti i membri (tranne Bassi Maestro, i Club Dogo e i Sottotono) smettono di fare musica.

## Formazione
Attuale
- Tormento – voce (1994-2001, 2021-presente)
- Fish – campionatore, giradischi, drum machine (1994-2001, 2021-presente)

Ex componenti
- Nega – voce (1994-1995)
- DJ Irmu – giradischi (1994-1995)

## Discografia

### Album in studio
- 1994 – Soprattutto sotto
- 1996 – Sotto effetto stono
- 1999 – Sotto lo stesso effetto
- 2001 – ...In teoria
- 2021 – Originali

### Raccolte
- 2003 – Vendesi - Best of Sottotono
- 2007 – Le più belle canzoni dei Sottotono

## Riconoscimenti
- 1997 – Premio rivelazione al Festivalbar[11]